# Osvetnici (2012.)
Osvetnici (eng. The Avengers) je američki film iz 2012. godine koji je napisao i režirao Joss Whedon.
Temeljen na istoimenoj supergrupi Marvel Comicsa, to je šesti film u Marvel Cinematic Universeu, posljednji od takozvane 1. faze.
Producirao ga je Marvel Studios, a distribuirao Walt Disney Studios Motion Pictures, a glume Robert Downey Jr., Chris Evans, Mark Ruffalo, Chris Hemsworth, Scarlett Johansson, Jeremy Renner, Tom Hiddleston, Clark Gregg, Cobie Smulders, Stellan Skarsgård i Samuel L. Jackson.
U "Osvetnicima", Nick Fury, direktor S.H.I.E.L.D.-a, regrutira Iron Mana, Kapetana Ameriku, Hulka, Thora, Black Widow i Hawkeyea da osnuju tim koji će zaustaviti Lokija, Thorovog zlog polubrata, koji želi osvojiti Zemlju svojom vanzemaljskom vojskom Chitauri.
Film je postigao znatan kritički i javni uspjeh, postavivši razne rekorde na kino blagajnama i nominiran za nekoliko filmskih nagrada, uključujući Oscara za najbolje specijalne efekte 2013. godine.

## Radnja
Teserakt je drevni artefakt sposoban proizvesti neograničenu energiju. Vanzemaljac i njegov glasnogovornik The Other namjeravaju to prisvojiti. Loki, koji namjerava osvojiti Zemlju i pokoriti čovječanstvo, sklapa dogovor s njima dvojicom.
Nick Fury, direktor S.H.I.E.L.D.-a, pridružuje se dr. Eriku Selvigu, koji provodi testove na Teseraktu, koji odjednom otvara dimenzionalni jaz i pojavljuje se Loki, držeći žezlo. Loki ubija prisutne policajce i izvodi čaroliju na Selvigu i agentu Clintu Bartonu, stavljajući ih u njegovu službu, a zatim bježi s Teseraktom. Fury šalje agente Phila Coulsona i Natashu Romanoff da pronađu grupu ljudi, s namjerom stvaranja posebnog akcijskog tima: Osvetnici. Steve Rogers i Bruce Banner susreću se na Helicarrieru, ogromnom nosaču zrakoplova sposobnom za letenje, kamufliranje i nevidljivost. U međuvremenu, Loki očituje svoje namjere: želi započeti rat s vojskom Chitauri za sobom i mora oporaviti Teserakt za onoga koji mu je osigurao vojsku i oružje.
Boga je identificirao S.H.I.E.L.D. u Stuttgartu, gdje u međuvremenu Barton uspijeva ući u sobu s iridijem, potrebnom da bi mogao otvoriti portal koji komunicira s Chitaurima. Nakon kratkog sukoba s Kapetanom Amerika, Loki je uhvaćen zahvaljujući intervenciji Iron Mana. Međutim, po povratku u bazu, Thor stiže na S.H.I.E.L.D.-ov Quinjet i uhvati Lokia. Iron Man se sukobljava s Thorom, a samo intervencija Kapetana Amerike uvjerava Thora da surađuje s njima. Na Helicarrieru, Fury otkriva grupi da je, otkad je otkriveno postojanje drugih svjetova, S.H.I.E.L.D. koristio Teserakt u vojne svrhe, kako bi bio spreman za mogući sukob s nepoznatim civilizacijama. U međuvremenu, Clint Barton i drugi agenti napadaju Helicarrier kako bi oslobodili Lokija.
Nakon eksplozije, Bruce Banner se pretvara u Hulka, napadajući Crnu udovicu, koja je spašena Thorovom intervencijom. Nakon tučnjave između njih dvojice, Hulk je pao s leteće baze dok je pokušavao uništiti lovca-bombardera koji ga je napao. Iron Man i Kapetan Amerika ponovno pokreću motore Helicarrera, koje su uništili vojnici Lokija, koji je u međuvremenu oslobođen, protjeruje s broda Thora, ubija agenta Coulsona i ponovno bježi. U međuvremenu, zahvaljujući Natashi, Hawkeye se oporavlja od Lokijeve čarolije. Smrt agenta Coulsona stvara kompeticiju između heroja i daje im odgovarajuću motivaciju za borbu. Stark osjeća da Asgardian želi provesti svoj plan na Stark toweru, gdje se susreće s Lokijem na krovu. Ovdje razgovara s Lokijem kako bi ga omeo dok nosi narukvice koje daljinski upravljaju njegovim novim oklopom. Loki baca Starka niz toranj, ali Stark je spašen pozivajući novi oklop. U međuvremenu, svemirski portal koji generira Teserakt otvara se na nebu, a Chitauri napadaju otok Manhattan. Iron Man ubija što ih je više moguće, a u međuvremenu ostali superjunaci stižu u grad.
Thor dolazi do Lokija i pokušava ga urazumiti, ali Loki ga ozljeđuje i bježi. Iako Osvetnici postaju bolji od neprijatelja, sve dok portal ostane otvoren vanzemaljci će nastaviti teći. Hulk stiže do Lokija i s lakoćom ga pobjeđuje. Dr. Selvig se u međuvremenu oporavio od Lokijeve čarolije i radi na zatvaranju portala s Natashom. No, u međuvremenu, vijeće je odlučilo poslati nuklearni projektil kako bi uništilo neprijatelje i stanovništvo: Iron Man koristi svu svoju snagu kako bi skrenuo raketu prema portalu ali promašuje, pogodivši matični brod Chitauria. Stark je u svemiru i ne može disati, ali srećom potaknut udarnim valom eksplozije, uspijeva se vratiti na Zemlju, spašava ga Hulk. Svi Chitauri na Zemlji umiru od eksplozije matičnog broda. Kada prijetnja prestane, Thor se vraća u Asgard sa zatvorenicima Teserakta i Lokijem, dok ostali Osvetnici nastavljaju svoje puteve.
U sceni nakon odjavne špice, The Other govori o neuspjelom napadu na Zemlju svojem gospodaru Thanosu. Kasnije Osvetnici budu viđeni kako jedu shawermu koju je obećao Tony Stark u polu-uništenom restoranu.

## Glumci
- Robert Downey Jr. kao Tony Stark / Iron Man: pravi genije, milijarder, playboy i filantrop, inženjer koji gradi visokotehnološki oklop koji nosi.
- Chris Evans kao Steve Rogers / Capitan America: vojnik Drugog svjetskog rata koji kroz serum posjeduje poboljšane ljudske fizičke sposobnosti.
- Mark Ruffalo kao Bruce Banner / Hulk: genetičar koji se, nakon što je izložen gama zrakama, svaki put kada je izložen ljutnji ili uzbuđenju pretvara se u nevjerojatno veliko i snažno čudovište.
- Chris Hemsworth kao Thor: prijestolonasljednik Asgarda, lik zasnovan na istoimenon liku iz nordijske mitologije.
- Scarlett Johansson kao Natasha Romanoff / Crna Udovica: visoko obučeni špijun koji radi za S.H.I.E.L.D.
- Jeremy Renner kao Clint Barton / Hawkeye: S.H.I.E.L.D.-ov agent i majstor u strijelaštvu, poznat u svijetu stripova kao "najveći svjetski snajperist".
- Tom Hiddleston kao Loki: Thorov usvojeni brat i neprijatelj, zasnovan na istoimenom liku iz nordijske mitologije.
- Clark Gregg kao Phil Coulson: S.H.I.E.L.D.-ov agent koji djeluje kao nadzornik u mnogim odjelima S.H.I.E.L.D-a
- Cobie Smulders kao Maria Hill: S.H.I.E.L.D.-ov agent koji blisko surađuje s Nickom Furyjem.
- Stellan Skarsgård kao Erik Selvig: sstrofizičar i Thorov prijatelj. U filmu radi pod kontrolom uma Lokija, koji ga bira kao učenjaka moći Teserakta.
- Samuel L. Jackson kao Nick Fury: direktor S.H.I.E.L.D.-a, koji se već pojavljuje u kratkim nastupima u prethodnim filmovima kao koordinator projekta "Osvetnici".

Gwyneth Paltrow i Maximiliano Hernández repriziraju svoje uloge iz prethodnih filmova kao Virginia "Pepper" Potts i Jasper Sitwell. U originalnoj verziji, Paul Bettany ponovno glas daje J.A.R.V.I.S.-u. Alexis Denisof glumi The Other dok Damion Poitier glumi Thanosa u sredini odjevne špice. Powers Boothe i Jenny Agutter glume Gideona Malicka i savjetnicu Hawley.
Stan Lee pojavljuje se u cameo ulozi starijeg čovjeka koji izražava svoje mišljenje da superjunaci ne mogu postojati. Harry Dean Stanton pojavljuje se u cameo sceni kao zaštitar koji budi Brucea Bannera. Jerzy Skolimowski glumi Georgija Luchkova, čovjeka koji ispituje Romanoff.

## Produkcija
Avi Arad, izvršni direktor Marvel Studija, najavio je svoju namjeru da razvije film u travnju 2005. Nakon raznih rasprava, Marvelovi rukovoditelji potvrdili su potrebu da prvo distribuiraju filmove o pojedinim likovima grupe Osvetnici, a zatim naprave crossover. Kada se Iron Man pokazao uspješnim, datum izlaska filma određen je u srpnju 2011. U lipnju 2007. godine, scenarist Nevjetojatnog Hulka, Zak Penn angažiran je za pisanje scenarija. Penn je izjavio da je vrlo uključen u projekt, ali isto tako da ne želi odmah početi raditi na njemu.
Godine 2008., Robert Downey Jr. i Jon Favreau, koji su glumili i režirali Iron Mana, bili su uključeni u produkciju: Downey Jr. reprizirao bi ulogu Iron Mana, dok je Favreau bio angažiran kao izvršni producent. U isto vrijeme, Marvel započinje još tri projekta koji bi očekivali izlazak Osvetnika: Iron Man 2, Thor i Kapetan Amerika: Prvi osvetnik. Ant-Man je također bio spreman ponovno ući u takozvanu "Fazu 1" MCU-a, ali dugo čekanje projekta Edgara Wrighta prisilila je Marvela da odgodi objavljivanje filma u kinima i, posljedično, da u prvom filmu Osvetnici ukloni dvojicu izvornih članova, a to su Wasp i samog Ant-Mana.
Penn je završio prvi nacrt scenarija u ožujku 2011. Nekoliko dana kasnije, datum izlaska Osvetnika odgođen je za 4. svibnja 2012., gotovo godinu dana nakon datuma izlaska određenog 2008. godine. Joss Whedon, veliki obožavatelj stripa, kasnije je proglašen redateljem Osvetnika u srpnju 2010., iako su ovu vijest već nagovijestili Arad i Stan Lee. Whedon je najavio da će prepraviti Pennov scenarij.

### Snimanje
U kolovozu 2010. objavljeno je da Paramount Pictures i Marvel Studios planiraju početi sa snimanjem u veljači. U isto vrijeme najavljeno je da će film biti snimljen u 3D. U listopadu 2010. godine, Grumman Studios u Bethpageu, New York i Steiner Studios u Brooklynu, New York, postale su službene kao lokacije snimanja, iako se isprva mislilo da će biti u Los Angelesu. U prosincu 2010. guverner Novog Meksika Bill Richardson izjavio je da će film biti snimljen prvenstveno u Albuquerqueu u Novom Meksiku, dok je tri mjeseca kasnije objavljeno da će film biti snimljen i u Clevelandu.
Snimanje je započelo 25. travnja 2011. u Albuquerqueu u Novom Meksiku, a završilo 26. kolovoza. U lipnju je kaskader Jeremy Fitzgerald ozbiljno ozlijedio glavu, ali se oporavio i uspio nastaviti snimati film. Sljedećeg mjeseca snimanje je održano u Pittsburghu u Pennsylvaniji u području Butlera. Sekvenca potjere je snimljena u Worthingtonu. Snimanje se zatim preselilo u Cleveland, Ohio, u kolovozu 2011. na četiri tjedna. Cleveland je služio za prikazivanje New Yorka, gdje se članovi Osvetnika na kraju bore protiv Lokija. Svemirska elektrana korištena je za reprodukciju svemirske letjelice S.H.I.E.L.D.-a. Priprema i snimanje jedne od najvećih sekvenci zahtijevalo je zatvaranje za 3 tjedna "9. Est Ulice" od centra Clevelanda. U gradu se o njemu govorilo već mjesecima i privuklo je tisuće znatiželjnika. Prazne zgrade pretvorene su u njujoršku ulicu, zajedno s postajama podzemne željeznice i granama poznatih lanaca zajedno sa znakovima. Scenarij je bio toliko uvjerljiv da su se pojavile glasine o otvaranju novih trgovina na tom putu. Također u Clevelandu, povijesni javni trg pretvoren je u područje njemačkog grada Stuttgarta: znakovi su zamijenjeni i dodana su stabla, ulične svjetiljke, stolovi za piknik i cvijeće, radnici u tom području toliko su cijenili promjene da su se nadali da će ostati nakon završetka snimanja. Snimanje je nastavljeno u New Yorku tijekom dva dana, gdje je ekipa snimala posljednje scene u područjima Park Avenue i Central Park, nezadovoljavajući većinu obožavatelja i ne-obožavatelja, zbog eksplicitnog otkrića posljednje scene.
U Worthingtonu, Pennsylvania, druga jedinica snimila je scenu potjere u kojoj su sudjelovali Loki, Hawkeye i agentica Maria Hill, odabrana lokacija bila je kompleks Creekside Mushroom LTD, nekada dom poznatog rasadnika gljiva, najvećeg na svijetu i jedinog podzemlja u cijelom SAD-u, produkciji su trebali mjeseci da je prilagodi sceni jer je cijela struktura (150 milja tunela na dubini od 100 metara) bila bez struje.
Za mjesto napada na New York, Joss Whedon je napisao 25 muškaraca 391. bojne vojne policije stacionirane u Ohiju, kako bi dao autentičnost cjelini, a vojska je koristila pravo oružje kao što su teške strojnice kalibra 50 i puške M19, posadu je potresla količina vatre i timskog rada, a Whedon je toliko cijenio da je na kraju snimanja pozirao za fotografije s bataljunom. Kako bi simulirao uništenje New Yorka, nadzornik specijalnih efekata Dan Sudick pripremio je vatromet i kretanje automobila s iznimnom preciznošću, kako bi osigurao sigurnost kaskadera, njegov tim izazvao je 28 eksplozija kako bi simulirao zračni napad, kotrljao se, skakao, zapalio 14 automobila i kamion, sve je završilo bez greške i unatoč tome što je scena snimljena u Clevelandu, odjek vijesti je stigao do New York Post-a koji je izašao s izdanjem čija je prva stranica nosila naslov "Spasi nas, Thor!".
Film prikazuje S.H.I.E.L.D.-ov Helicarrier, podsjeća na zajednički nosač zrakoplova, osim što leti. Zapovjedni most izgrađen je na zvučno izoliranoj pozornici u Albuquerqueu, pista je dodana superimponiranjem snimljenih sekvenci na pisti Međunarodnog Sunporta Albuquerque, za ostale unutarnje prostore građevine izgrađeni su u Wilmingtonu, Ohio, gdje je proizvodni zrakoplov prevozio glumce i posadu u zračni park okruga Clinton (koristeći svoju pistu za slijetanje), kompleks je imao stazu od oko 2700 metara i produžetak od milijun četvornih metara (gotovo 9 hektara). Set je postavljen u brodskom odjelu zgrade.
Brojne borbene sekvence filma prisilile su velik dio glumačke postave (uključujući Chrisa Hemswortha, Toma Hiddlestona, Scarlett Johansson i Jeremyja Rennera) na intenzivnu obuku pod nadzorom koreografa Jonathana Eusebija. On i njegov tim pripremili su glumce da koriste različite stilove, uključujući srednjovjekovne tehnike, Wushu, Kung Fu i Kali, te su na kraju preimenovali dvoranu "Stunt Dojo".

## Glazba
Soundtrack filma skladao je Alan Silvestri, autor glazbe Kapetan Amerika: Prvi osvetnik.
Osim toga, objavljen je i drugi album Avengers Assemble (Music from and Inspired by the Motion Picture), koji sadrži rock pjesme napisane posebno za film brojnih izvođača.
Traka The Avengers sa Silvestijevog sountracka ujedno je i glavna tema grupe "Osvetnici", a kasnije je ubaćena na početku svakog filma kao tema dok se prikazuje logo "Marvel Studios"
| 1. "Arrival" 2. "Doors Open From Both Sides" 3. "Tunnel Chase" 4. "Stark Goes Green" 5. "Helicarrier" 6. "Subjugation" 7. "Don't Take My Stuff" 8. "Red Ledger" 9. "Assault" 10. "They Called It" 11. "Performance Issues" 12. "Seeing, Not Believing" 13. "Assemble" 14. "I Got a Ride" 15. "A Little Help" 16. "One Way Trip" 17. "A Promise" 18. "The Avengers" |  |  |  |  |  |  |  |  |  | 1. Soundgarden – Live to Rise 2. Shinedown – I'm Alive 3. Rise Against – Dirt And Roses 4. Papa Roach – Even If I Could 5. Black Veil Brides – Unbroken 6. Scott Weiland – Breath 7. Redlight King – Comeback 8. Bush – Into the Blue 9. Evanescence – A New Way to Bleed (Photek Remix) 10. PusherJones – Count Me Out 11. AC/DC – Shoot to Thrill 12. Buckcherry – Wherever I Go 13. Five Finger Death Punch – From Out of Nowhere 14. Cherri Bomb – Shake the Ground 15. Kasabian – Pistols at Dawn |

U scena u Stuttgartu, glazba koju svira gudački kvartet koji se može čuti u pozadini preuzeta je iz prvog pokreta "String Quartet No. 13" Franza Schuberta.

## Promocija
Glavni glumci službeno su objavljeni na Comic-Con Internationalu u San Diegu 2010. godine. Prvi trailer bio je priložen filmskim kopijama filma Kapetan Amerika: Prvi osvetnik i emitiran nakon odjavne špice. Dana 11. listopada 2011. objavljen je novi trailer na filmu, u kojem su prikazani gotovo svi likovi u filmu.
U listopadu 2011. godine Marvel Studios održao je prezentaciju na New York Comic Conu u kojoj je prikazana nova snimka filma. Druga najava, dulja od prve i sadrži nekoliko neobjavljenih scena, objavljena je na internetu 29. veljače 2012. Trailer, koji je debitirao isključivo na iTunesu, preuzelo je više od 10 milijuna ljudi u prva 24 sata, oborivši sve rekorde i postavši naj preuzimaniji trailer, ali ga je kasnije pobijedio trailer za film Vitez tame: Povratak, koji je preuzelo više od 12,5 milijuna ljudi. Treći trailer objavljen je na iTunesu u veljači 2012. godine, dosegnuvši rekordnih 13,7 milijuna preuzimanja u 24 sata, nadmašivši prethodni rekord koji je postavio Vitez tame: Povratak. Najave za Osvetnike priložene su u kopijama Nemoguća misija: Protokol duh, 21 Jump Street i Igre gladi.
Kako bi promovirali film, organiziran je i svjetski live chat s protagonistima, na kraju kojeg su sudionici mogli pregledati 30 sekundi teasera promotivnog spota koji je emitiran tijekom Super Bowla 2012. godine, a zatim se proširio na webu 31. siječnja 2012. godine. Viralni marketing filma doživio je promociju Colantotte narukvica, koje je u filmu koristio Tony Stark.
Prije objavljivanja filma 2011. godine objavljeno je nekoliko stripova koji prethode događajima filma.

## Distribucija
Bio je to prvi Paramountov film koji je distribuirao Disney. Zbog scene smrti agenta Coulsona, film je prvotno nagrađen MPAA (Motion Picture Association of America) ocjenom R (tj. zabranjen maloljetnicima bez pratnje mlađim od 17 godina). Tek nakon mnogih promjena dobio je nižu ocjenu.

### Kino
Disney je u veljači 2012. objavio da će se naslov filma u Velikoj Britaniji promijeniti u Marvel Avengers Assemble kako ne bi došlo do zabune s istoimenom britanskom televizijskom serijom.
Osvetnici, prvotno zakazani za srpanj 2011., premijerno su prikazani 11. travnja 2012. u kazalištu El Capitan Theatre u Hollywoodu u Kaliforniji. Kasnije je prikazan na Tribeca Film Festivalu 28. travnja 2012. godine. U drugim zemljama svijeta objavljen je 25. travnja (a u nekim kinima premijerno je prikazan 24. travnja), dok je u zemlji podrijetla objavljen 4. svibnja, a u Hrvatskoj dan ranije. Osvetnici su prikazani u 2D i 3D verzijama, a prikazani su i u IMAX verzijama.

### Home video
U svibnju 2012. godine Disney je objavio da će Blu-ray, 3D Blu-ray i DVD Osvetnika biti objavljeni 25. rujna 2012. u SAD-u, uključuju redateljev audio komentar (prisutan samo u američkom izdanju) izbrisane scene i razne zanimljivosti o produkciji filma.

## Ostali mediji

### Kratki film
Na Blu-ray disku filma dodan je spin-off kratki film pod nazivom Item 47. Glumci Lizzy Caplan i Jesse Bradford glume par koji pronalazo Chitauri oružje.

## Nastavci

### Osvetnici 2: Vladavina Ultrona
Prvi nastavak pod nazivom Osvetnici 2: Vladavina Ultrona, napisao je i režirao Whedon, a objavljen je 1. svibnja 2015. Velik dio glumačke postave se vratilo, uz dodatak Elizabeth Olsen kao Scarlet Witch, Aarona Taylora-Johnsona kao Quicksilvera, Paula Bettanyja kao Visiona i Jamesa Spadera kao Ultrona.

### Osvetnici: Rat beskonačnosti
Drugi nastavak, Osvetnici: Rat beskonačnosti režirali su Anthony i Joe Russo, prema scenariju Christophera Markusa i Stephena McFeelyja, i objavljen je 27. travnja 2018. Velik dio glumačke postave iz prva dva filma se vratilo, a dodatni glumci i likovi pridružuju se iz drugih MCU filmova, Josh Brolin pojavljuje se kao Thanos.

### Osvetnici: Završnica
Treći nastavak, Osvetnici: Završnica, ponovno u režiji braće Russo iz scenarija Markusa i McFeelyja, objavljen je 26. travnja 2019.

### Budućnost
U svibnju 2018. izvršni direktor Disneyja Bob Iger rekao je o Marvelovim planovima izvan Endgamea: "Pretpostavljam da ćemo se okušati u onome što ću nazvati novom franšizom izvan Osvetnika, ali to ne znači nužno da nećete vidjeti više Osvetnike. Samo nismo ništa objavili o tome." Iger je dodao: "S obzirom na popularnost likova i s obzirom na popularnost franšize, mislim da ljudi ne bi trebali zaključiti da nikada više neće biti filma Osvetnici." Ubrzo nakon premijere filma, braća Russo izjavila su kako se u budućnosti ne protive povratku u MCU zbog pozitivnog odnosa s Marvel Studijom, ali to tada nisu planirali. U siječnju 2021. predsjednik Marvel studija Kevin Feige rekao je da će se "u nekom trenutku" dogoditi još jedan film Osvetnika.

## Vanjske poveznice
- Službena stranica marvel.com
- Osvetnici u internetskoj bazi filmova IMDb-a
- Osvetnici (2012.) na Box Office Mojo